# 威斯特-科胡特克-池村彗星
威斯特-科胡特克-池村彗星（76P/West–Kohoutek–Ikemura）是一顆木星族週期彗星，目前軌道周期為6.48年。

## 發現史
1975年1月，日內瓦歐洲南方天文台天空圖實驗室理察·馬丁·威斯特首次在一張照片上發現了這顆彗星，當時它的亮度為12等。無法從單一影像預測彗星的運動意味著天文學家必須推定該彗星已經失蹤。
2月底，德國漢堡天文台盧波什·科胡特克意外地重新發現這顆彗星。3月1日，日本新城市池村俊彦也獨立地發現了這顆彗星。天文學家經過進一步的觀察，計算出了彗星的拋物線軌道，得知近日點為1975年3月23日，並證明三次目擊事件都是同一天體，因此該彗星被命名為威斯特-科胡特克-池村彗星。
英國天文學家布萊恩·馬斯登進一步計算確定了彗星的橢圓軌道，顯示彗星於1972年3月22日距離木星僅0.012天文單位。 這次近距離接觸使其軌道週期從大約30年減少到6.48年，近日點距離從4.78天文單位減少到1.60天文單位。
1987年、1993年、2000年、2006年和2013年回歸時，彗星都成功被觀測到。
彗星核心的有效半徑估計為0.31±0.01公里，自轉週期估計為6.6±1小時。

## 外部連結
- Orbital simulation from JPL (Java) / Horizons Ephemeris （页面存档备份，存于）
- 76P/West-Kohoutek-Ikemura （页面存档备份，存于） – Seiichi Yoshida @ aerith.net

| 週期彗星                | 週期彗星                 | 週期彗星            |
| ----------------------- | ------------------------ | ------------------- |
| 前一顆彗星 科胡特克彗星 | 威斯特-科胡特克-池村彗星 | 後一顆彗星 隆莫彗星 |
| 週期彗星列表            |                          |                     |